# 2MASS J11551666-4008570
2MASS J11551666-4008570 — звезда в созвездии Центавра.
У этой звезды есть подтверждённая экзопланета, известная как 2MASS J11551666-4008570 b. Находиться на расстоянии примерно 203 световых лет от планеты Земля. Масса звезды составляет около 0.3 M⊙, она относится к красным карликам. Радиус планеты около 1,6 радиуса Юпитера.
Планета является кандидатом на достаточно редкую конфигурацию звездной системы с горячим юпитером и не очень массивной звездой.